# Ramularia ajugae
Ramularia ajugae är en svampart som först beskrevs av Niessl, och fick sitt nu gällande namn av Pier Andrea Saccardo 1882. Ramularia ajugae ingår i släktet Ramularia och familjen Mycosphaerellaceae.   Inga underarter finns listade i Catalogue of Life.